# RTLS
RTLS (скор. Від англ. Real-time Locating Systems — система позиціювання в режимі реального часу) — автоматизована система, що забезпечує ідентифікацію, визначення координат, відображення на плані місцеперебування контрольованих об'єктів у межах території, охопленій необхідною інфраструктурою. RTLS накопичує, обробляє й зберігає інформацію про місцеперебування й переміщеннях людей, предметів, мобільних механізмів і транспортних засобів з метою моніторингу технологічних і бізнес-процесів, сигналізації про відхилення від регламентів, а також з метою ретроспективного аналізу тих чи інших процесів і ситуацій.

## Основні характеристики
До основних характеристик RTLS можна віднести:
- Точність позиціювання — точність визначення координат об'єкта, що контролюється. Для різних технологій RTLS характерна точність позиціювання становить від декількох десятків метрів (для Wi-Fi) до декількох сантиметрів (для ультразвукових).

- Імовірність позиціювання — у реальних умовах точність позиціювання значною мірою залежить від впливу перешкод і багатопроменевого загасання (відбитих сигналів), тому говорячи про точність позиціювання RTLS зазвичай вказують і імовірну характеристику правдивості. Наприклад, «точність позиціювання 1 метр з імовірністю 90 %», тобто точність буде забезпечуватися в 90 % вимірювань.

- Періодичність опитування — для забезпечення позиціювання в режимі реального часу проміжок часу між вимірами повинен бути таким, щоб об'єкт, рухаючись з характерною для нього швидкістю, встигав проходити відстань не більше, ніж подвоєна точність позиціювання. Наприклад, щоб забезпечити позиціювання в реальному часі з точністю один метр людини, що має характерну швидкість пересування 1,5 метра в секунду (5,4 км / год), виміри треба проводити з періодичністю не менше одного разу кожні 1,3 секунди. Це дозволяє будувати досить точні для практичних цілей траєкторії руху об'єкта навіть при різких змінах швидкості та напрямку руху.

Важливе значення мають також:
- надійність і живучість (здатність самовідновлюватися при виході з ладу будь-якого вузла);
- малі габарити й вага, а також низьке енергоспоживання міток (з метою економії заряду акумуляторів).

## Склад
До складу більшості типів RTLS зазвичай входять:
- Активна мітка RTLS — радіоелектронний пристрій, які прикріплюються до контрольованих об'єктів і взаємодіють зі зчитувачами RTLS. Зчитувачі отримують сигнал від активних міток і, розв'язуючи тріангуляційне завдання, визначають координати об'єкта.
- Інфраструктура RTLS — базові станції обладнання забезпечує реперні точки з фіксованими координатами, об'єднаних мережею передачі даних і в деяких типах RTLS мережею синхронізації. Базова станція (БС) — пристрій, який взаємодіє з мітками в процесі визначення координат останніх. Базові станції мають фіксовані координати, щодо яких визначаються координати міток. Базові станції розташовуються так, щоб в будь-якій точці контрольованої території мітка могла «бачити» мінімум три базові станції.
- Серверне програмне забезпечення — програмне забезпечення, що забезпечує управління процесом вимірювань, розрахунок координат об'єктів, обробку та накопичення даних.

## Методи позиціювання
Мітки в RTLS позиціюються щодо базових станцій з відомими координатами. Координати обчислюються за допомогою:
- трилатерація — обчислення координат за результатами вимірювання відстані від мітки до трьох БС;
- мультилатерації (також відомої як гіперболічне позиціювання) — обчислення координат за результатами вимірювання відстаней від мітки до трьох або більше БС;
- тріангуляції — обчислення координат шляхом вимірювання кутів напрямку від мітки до трьох БС.

Для підвищення точності й правдивості позиціювання використовуються складні алгоритми, що враховують наявність перешкод, обмежувачів руху (стін, бар'єрів), аттракторів (зручних, надають найменший опір шляхів), також у мітки може бути інтегрована інерціальна система навігації.

## Суть процесу
Контрольовані системою об'єкти — люди, обладнання, транспортні засоби, рухомі механізми, інструменти, вантажі, цінні й небезпечні предмети та ін. забезпечуються мітками RTLS. Контрольована системою територія обладнується інфраструктурою RTLS. У процесі роботи мітки обмінюються з вхідними в інфраструктуру БС пакетами даних і в ході обміну вимірюють відстані до них (або кути напрямку на БС). Серверне програмне забезпечення:
- обчислює координати міток;
- накопичує отримані дані;
- сигналізує про знаходження об'єктів у заданих або заборонених зонах, рух об'єктів по заданих маршрутах або відхилення від них, порушеннях швидкісного режиму;
- візуально відображає на екранах операторів місцеперебування обраних об'єктів і траєкторії їх руху за заданий відрізок часу.

## Області застосування
RTLS використовуються в самих різних галузях економіки й сферах діяльності. Від моніторингу пацієнтів, персоналу, ліків і обладнання в клініках — до контролю місцеперебування інструментів, складальних одиниць і робочих на конвеєрі. Від пошуку постраждалих при надзвичайних ситуаціях — до спостереження за тваринами при їх вільному утриманні для виявлення хворих. Найширше застосування RTLS знайшли в медицині, промисловості, газо- і нафтовидобутку, енергетиці, будівництві, на транспорті й у логістиці. Основний напрямок використання — оптимізація й контроль технологічних і бізнес-процесів. Різноманітність областей застосування й напрямків використання породили різноманітність технологій RTLS.

## Технології RTLS
Серед використовуваних технологій можна виділити наступні основні групи:
- радіочастотні технології
- супутникові технології навігації і позиціювання (GPS, ГЛОНАСС)
- технології локального позиціювання (інфрачервоні й ультразвукові)
- радіочастотні мітки — RFID

Радіочастотні технології, своєю чергою, діляться на так чи інакше пристосовані для вимірювання відстаней стандартні технології передачі даних (Wi-Fi, Bluetooth) і на спеціалізовані, які, виходячи з фізичних властивостей модуляції, найкращим чином підходять для вимірювання відстаней (CSS / ISO24730- 5, UWB, ISO24730-2, NFER і інші). До технологій позиціювання можна віднести також ранжування абонентів стільникових мереж за фактом їх підключення до конкретної базової станції з метою надання «районованих» послуг і спеціалізовані технології позиціювання в стільникових мережах з використанням спеціально обладнаних базових станцій.